# RDM (il·luminació)
RDM (acrònim de Remote Device Management) és una millora del protocol USITT DMX512 (protocol unidireccional) que el dota de comunicacions bidireccionals entre controladors de sistemes d'il·luminació i els dispositius de control sobre els cables de l'estàndard DMX. RDM permet la configuració, monitoreig de l'estatus i gestió d'aquests dispositius sense destorbar l'operació de l'estàndard DMX. El protocol va ser desenvolupat per l'associació PLASA (Entertainment Services and Technology Association) i està estandarditzat al document "ANSI E1.20, Remote Device Management Over DMX512 Networks"

## Detalls tècnics

### Capa física (PHY)
La capa física de RDM és compatible amb DMX amb els següents canvis :
- La sortida de la consola ha d'estar acabada amb la resistència de bus que té una impedància característica de 120 Ohms, ja que la consola també es configurarà en mode entrada quan rebi la resposta a les comandes RDM.
- Cal que el bus quedi polaritzat adequadament quan la consola estigui en mode entrada.

### Capa d'enllaç de dades (MAC)
- A la capa d'enllaç de dades, els paquets de dades RDM s'insereixen entre les trames o paquets de dades DMX.
- El codi Start de la trama DMX és 0x00, en canvi, els paquets RDM comencen amb el codi 0xcc.
- Tipus de paquets RDM :
  - Discovery (per a descobrir el tipus de dispositius connectats al bus).
  - Comunicació unidifusió o Unicast.
  - Comunicació amb difusió àmplia o Broadcast.